# Genial de Vasconia
Genial  (? - 627), también nombrado Genealis o Genialis fue, según relata la obra del cronista franco Fredegario, el primer titular del Ducado de Vasconia entre el 602 y su muerte en el 627. 
Genial, sobre cuyo origen franco, galorromano o tribal discrepan los autores, fue investido por los caudillos merovingios de Austrasia Teodeberto II y Teodorico II tras consolidar el dominio de Novempopulania y expediciones militares en contra de los vascones. Fue sucedido por Aijinio.